# SL2(R)
Em matemática, o grupo linear especial SL2(R) é o grupo de toda matriz real 2 × 2 com determinante um:
{\displaystyle {\mbox{SL}}_{2}(\mathbb {R} )=\left\{\left({\begin{matrix}a&b\\c&d\end{matrix}}\right):a,b,c,d\in \mathbb {R} {\mbox{ e }}ad-bc=1\right\}.}
É um grupo de Lie real com aplicações importantes em geometria, topologia, teoria da representação e física.